# Sokół białorzytny
Sokół białorzytny, pustułka białorzytna (Falco dickinsoni) – gatunek ptaka drapieżnego z rodziny sokołowatych (Falconidae) zamieszkującego południową i wschodnią Afrykę.

## Systematyka
Nazwa angielska ptaka, Dickinson’s Kestrel, oraz nazwa łacińska odnoszą się do angielskiego lekarza i misjonarza, który zbierał różne okazy zwierząt. Inna nazwa zwraca uwagę na biały kuper.
Nie wyróżnia się podgatunków. Najbliższymi krewnymi tej pustułki są sokół ciemny i pustułka prążkowana. Trzy wymienione gatunki zalicza się czasem do podrodzaju Dissodectes.

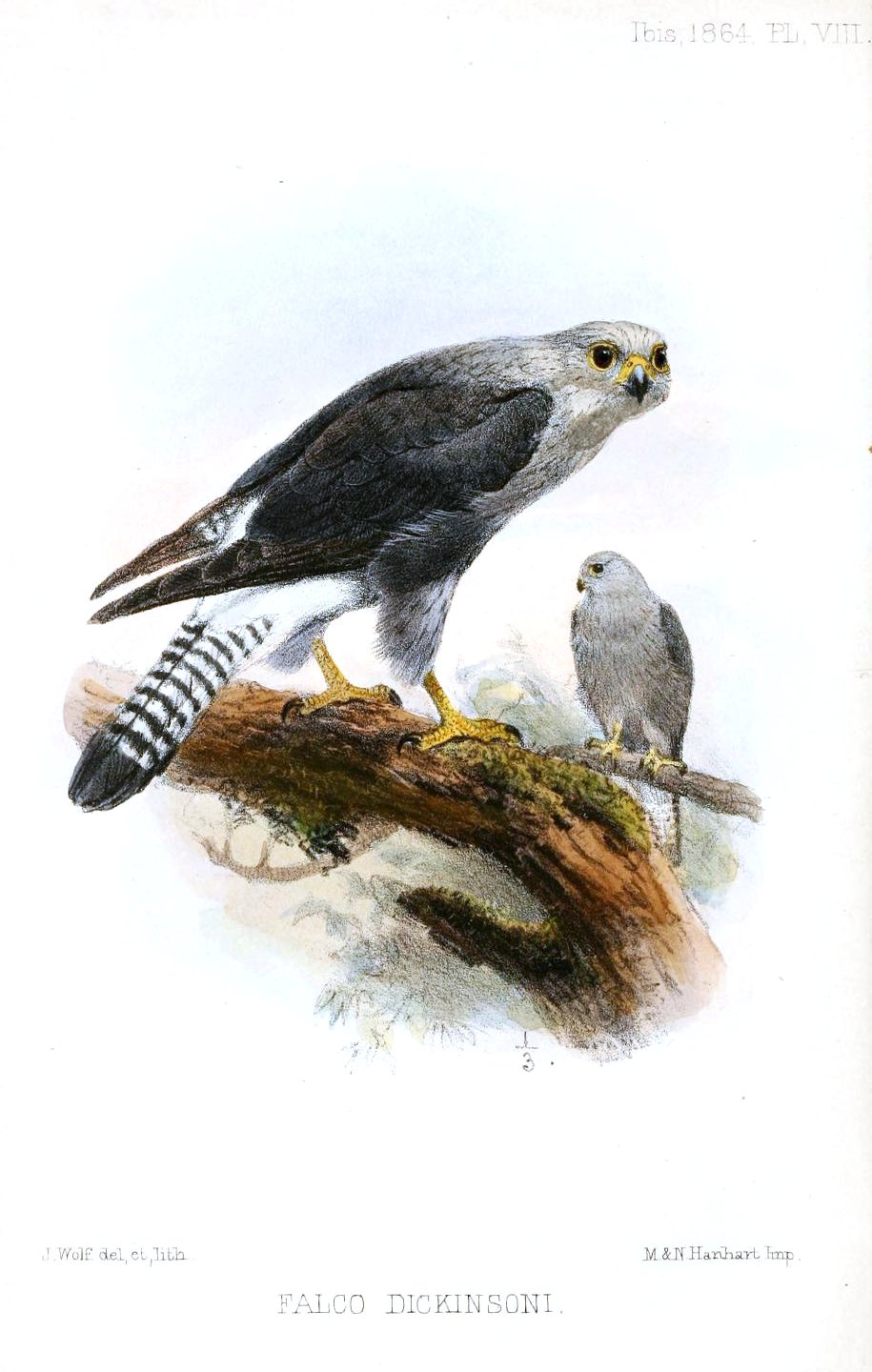
Sokoły białorzytne na XIX-wiecznej rycinie

## Charakterystyka
To dość mała, krępa pustułka z dużą, kwadratową głową. Mierzy 27–30 cm długości oraz 61–68 cm rozpiętości skrzydeł. Waży 167–246 gramów. Samica jest około 4% większa i 10–20% cięższa niż samiec. Upierzenie w większości jest ciemnoszare z jasną głową i kuprem. Ogon ma szarą barwę i wąskie paski, choć subterminalny prążek jest szeroki. Spodnia część lotek jest również prążkowana. Woskówka i nogi są żółte. Na głowie wokół oczu występuje naga żółta skóra. Dziób ma ciemnoszary kolor, a oczy są brązowe. Osobniki młodociane są szarobrązowe z prążkowanymi bokami ciała, ale bez jasnej głowy i kupra. Ich woskówka i otoczka oczna są zielonawe.
Przeważnie to ptak milczący, ale w sytuacjach alarmowych lub gdy się komunikuje z innymi pustułkami, wydaje wysokie piski. Przy gnieździe słychać miękkie, miauczliwe odgłosy, które mają zachęcić młode do jedzenia.

## Występowanie i siedlisko
Zamieszkuje sawannę i otwarte obszary leśne, szczególnie tereny bagniste w pobliżu wód. Związany jest najczęściej z palmami arekowatymi z rodzaju Hyphaene i Borassus. Często spotyka się go również przy baobabach. W niektórych regionach widuje się go na plantacjach palm kokosowych. 
Areał występowania obejmuje Mozambik, Zimbabwe, Zambię i Malawi po północno-wschodnią Afrykę Południową (głównie w Parku Narodowym Krugera), w północnej Botswanie, północno-wschodniej Namibii, wschodniej Angoli, południowej części Demokratycznej Republiki Konga i częściowo w Tanzanii. Wyjątkowo zdarza się jej zalatywać do Kenii.

## Zachowanie
Zwykle poluje z zasiadki, a jedynie rzadko zdarza się jej zawisać w powietrzu i wypatrywać zdobyczy. Duże owady, takie jak koniki polne, stanowią większą część diety. Żywi się również jaszczurkami i płazami, czasem ptakami, nietoperzami, gryzoniami i wężami. Często zwraca uwagę na płonące trawy, gdzie poluje na uciekające od ognia owady i inną zdobycz.

## Okres lęgowy
Trwa od lipca do października w Tanzanii i od września do grudnia na bardziej południowych terenach. Gniazda są prosto wyskrobanymi zagłębieniami bez użycia dodatkowego budulca. Znajdują się od 2 do 18 metrów nad ziemią w koronie uschniętej palmy lub w szczelinie kory baobabu. Czasem ptak ten wykorzystuje stare gniazda po warugach. Samica składa od 1 do 4 jaj. Mają kremową barwę i rudawo-brązowe kropkowanie. Wysiadywane są przez samicę 30 dni. Młode pierzą się w pełni po około 33–35 dniach.

## Status
Międzynarodowa Unia Ochrony Przyrody (IUCN) uznaje sokoła białorzytnego za gatunek najmniejszej troski (LC – least concern) nieprzerwanie od 1988 roku. Trend liczebności populacji uznaje się za stabilny.
Całkowity zasięg występowania pokrywa około 3,4 milionów km². Ogólnie uznaje się sokoła białorzytnego za ptaka rzadkiego, choć jest pospolitszy na niektórych fragmentach areału, np. na Zanzibarze i na wyspie Pemba w Tanzanii. Wycinanie palm kokosowych jest potencjalnym zagrożeniem dla gatunku. 